# Арал (Мойынкумский район)
Арал (каз. Арал) — упразднённое село в Мойынкумском районе Жамбылской области Казахстана. Упразднено в 2019 г. Входило в состав Карабогетского сельского округа. Код КАТО — 315637200.

## Население
В 1999 году население села составляло 54 человека (30 мужчин и 24 женщины). По данным 2009 года, в селе не было постоянного населения.